# Diloba medionigra
Diloba medionigra là một loài bướm đêm trong họ Noctuidae.